# Llista de topònims dels Aspres

Llista de topònims (noms propis de lloc) de la subcomarca rossellonesa dels Aspres.
Informació actualitzada per un bot. Els canvis manuals es perdran quan s'actualitzi!

## assentament humà
| imatge | Nom         | Ubicat a                   | instància de     | Detalls | coordenades                                                     | Protecció | Commons (més fotos)                   | Dades a WD                    |
| ------ | ----------- | -------------------------- | ---------------- | ------- | --------------------------------------------------------------- | --------- | ------------------------------------- | ----------------------------- |
|        | Candell     | Queixàs                    | assentament humà |         | 42° 36′ 02″ N, 2° 37′ 43″ E / 42.600528°N,2.628694°E            |           |                                       | Modifica les dades a Wikidata |
|        | Fontcoberta | Queixàs Pirineus Orientals | assentament humà |         | 42° 35′ 50″ N, 2° 39′ 30″ E / 42.5972°N,2.65833°E               |           | Chapelle Sainte-Marie de Fontcouverte | Modifica les dades a Wikidata |
|        | La Trinitat | Prunet i Bellpuig          | assentament humà |         | 42° 33′ 44″ N, 2° 37′ 32″ E / 42.562194°N,2.625417°E 676 msnm   |           |                                       | Modifica les dades a Wikidata |
|        | Serramitjà  | la Bastida                 | assentament humà |         | 42° 31′ 44″ N, 2° 35′ 15″ E / 42.529023°N,2.587614°E 700.7 msnm |           |                                       | Modifica les dades a Wikidata |

## bosc
| imatge | Nom               | Ubicat a | instància de | Detalls             | coordenades                                               | Protecció | Commons (més fotos) | Dades a WD                    |
| ------ | ----------------- | -------- | ------------ | ------------------- | --------------------------------------------------------- | --------- | ------------------- | ----------------------------- |
|        | bosc d'en Feliu   | Teulís   | bosc         | Superfície: 0.15km² | 42° 31′ 02″ N, 2° 38′ 23″ E / 42.517222222222°N,2.63975°E |           |                     | Modifica les dades a Wikidata |
|        | bosc de la Fajosa | Teulís   | bosc         | Superfície: 0.32km² | 42° 30′ 15″ N, 2° 35′ 52″ E / 42.504278°N,2.597889°E      |           |                     | Modifica les dades a Wikidata |

## bosc comunal
| imatge | Nom                         | Ubicat a    | instància de | Detalls             | coordenades                                                       | Protecció | Commons (més fotos) | Dades a WD                    |
| ------ | --------------------------- | ----------- | ------------ | ------------------- | ----------------------------------------------------------------- | --------- | ------------------- | ----------------------------- |
|        | Bosc Comunal de Sant Marçal | Sant Marçal | bosc comunal | Superfície: 3.21km² | 42° 30′ 51″ N, 2° 35′ 28″ E / 42.514166666667°N,2.5911111111111°E |           |                     | Modifica les dades a Wikidata |
|        | Bosc Comunal de la Bastida  | la Bastida  | bosc comunal | Superfície: 2.98km² | 42° 32′ 00″ N, 2° 34′ 30″ E / 42.53333333333333°N,2.575°E         |           |                     | Modifica les dades a Wikidata |

## capella
| imatge | Nom                     | Ubicat a               | instància de | Detalls | coordenades                                                                | Protecció | Commons (més fotos)                           | Dades a WD                    |
| ------ | ----------------------- | ---------------------- | ------------ | ------- | -------------------------------------------------------------------------- | --------- | --------------------------------------------- | ----------------------------- |
|        | Sant Miquel de Mollet   | la Bastida             | capella      |         | 42° 32′ 49″ N, 2° 35′ 20″ E / 42.546888888889°N,2.58875°E 788.9 msnm       |           |                                               | Modifica les dades a Wikidata |
|        | Sant Pere de Castellnou | Castellnou dels Aspres | capella      |         | 42° 37′ 07″ N, 2° 42′ 11″ E / 42.618666666667°N,2.7029444444444°E 320 msnm |           | Chapelle Saint-Pierre du château de Castelnou | Modifica les dades a Wikidata |

## castell
| imatge | Nom                          | Ubicat a               | instància de | Detalls                                   | coordenades                                                                         | Protecció                                                                                    | Commons (més fotos)           | Dades a WD                    |
| ------ | ---------------------------- | ---------------------- | ------------ | ----------------------------------------- | ----------------------------------------------------------------------------------- | -------------------------------------------------------------------------------------------- | ----------------------------- | ----------------------------- |
|        | Castell de Bellpuig          | Prunet i Bellpuig      | castell      |                                           | 42° 33′ 44″ N, 2° 37′ 17″ E / 42.56222222°N,2.62138889°E 763.7 msnm                 |                                                                                              |                               | Modifica les dades a Wikidata |
|        | Castell de Calmella          | Calmella               | castell      | Estil: arquitectura romànica              | 42° 33′ 08″ N, 2° 40′ 28″ E / 42.552305555556°N,2.6745833333333°E 472.09 msnm       |                                                                                              |                               | Modifica les dades a Wikidata |
|        | Castell de Cameles           | Cameles                | castell      |                                           | 42° 37′ 54″ N, 2° 41′ 00″ E / 42.631527777778°N,2.68325°E 327.5 msnm                |                                                                                              |                               | Modifica les dades a Wikidata |
|        | Castell de Castellnou        | Castellnou dels Aspres | castell      |                                           | 42° 37′ 08″ N, 2° 42′ 10″ E / 42.61888889°N,2.70277778°E                            | monument seleccionat per la missió d'identificació de patrimoni immobiliari en perill (2020) | Castelnou                     | Modifica les dades a Wikidata |
|        | Castell de Llauró            | Llauró                 | castell      | Estil: arquitectura romànica 10th century | 42° 32′ 57″ N, 2° 44′ 34″ E / 42.549272222222°N,2.7429138888889°E 336.3 msnm        |                                                                                              |                               | Modifica les dades a Wikidata |
|        | Castell de Montoriol d'Amunt | Montoriol              | castell      |                                           | 42° 33′ 42″ N, 2° 42′ 11″ E / 42.561622222222°N,2.7031055555556°E Rosselló 355 msnm |                                                                                              | Château de Montauriol d'Amunt | Modifica les dades a Wikidata |
|        | Castell de Vivers            | Vivers                 | castell      | Estil: arquitectura romànica              | 42° 31′ 44″ N, 2° 45′ 49″ E / 42.528852777778°N,2.7635222222222°E 166.1 msnm        |                                                                                              |                               | Modifica les dades a Wikidata |
|        | Castellet dels Aspres        | Teulís                 | castell      |                                           | 42° 31′ 00″ N, 2° 37′ 41″ E / 42.516666666667°N,2.6280555555556°E 620.7 msnm        |                                                                                              |                               | Modifica les dades a Wikidata |

## cementiri
| imatge | Nom                            | Ubicat a               | instància de | Detalls | coordenades                                      | Protecció | Commons (més fotos) | Dades a WD                    |
| ------ | ------------------------------ | ---------------------- | ------------ | ------- | ------------------------------------------------ | --------- | ------------------- | ----------------------------- |
|        | cementiri de Bula d'Amunt      | Bula d'Amunt           | cementiri    |         | 42° 34′ 54″ N, 2° 37′ 01″ E / 42.5816°N,2.617°E  |           |                     | Modifica les dades a Wikidata |
|        | cementiri de Casafabre         | Casafabre              | cementiri    |         | 42° 36′ 57″ N, 2° 36′ 49″ E / 42.6157°N,2.6137°E |           |                     | Modifica les dades a Wikidata |
|        | cementiri de Castellnou        | Castellnou dels Aspres | cementiri    |         | 42° 37′ 16″ N, 2° 42′ 10″ E / 42.6212°N,2.7028°E |           |                     | Modifica les dades a Wikidata |
|        | cementiri de Prunet i Bellpuig | Prunet i Bellpuig      | cementiri    |         | 42° 33′ 44″ N, 2° 37′ 31″ E / 42.5623°N,2.6254°E |           |                     | Modifica les dades a Wikidata |
|        | cementiri de Serrabona         | Bula d'Amunt           | cementiri    |         | 42° 36′ 06″ N, 2° 35′ 42″ E / 42.6016°N,2.5951°E |           |                     | Modifica les dades a Wikidata |

## curs d'aigua
| imatge | Nom                    | Ubicat a                                                                                         | instància de | Detalls                                      | coordenades | Protecció | Commons (més fotos) | Dades a WD                    |
| ------ | ---------------------- | ------------------------------------------------------------------------------------------------ | ------------ | -------------------------------------------- | --- | --------- | ------------------- | ----------------------------- |
|        | Ribera d'Oms           | Oms Calmella                                                                                     | curs d'aigua | Desemboca: Ribera de Sant Amanç Llarg: 3000m | 42° 32′ 53″ N, 2° 41′ 28″ E / 42.548058°N,2.691077°E 42° 34′ 12″ N, 2° 41′ 48″ E / 42.57004°N,2.696687°E                                      |           |                     | Modifica les dades a Wikidata |
|        | Ribera de Calmella     | Calmella                                                                                         | curs d'aigua | Desemboca: Cantarana Llarg: 2.7km            | 42° 33′ 19″ N, 2° 40′ 31″ E / 42.555277777777775°N,2.6752777777777776°E 42° 33′ 41″ N, 2° 41′ 15″ E / 42.56138888888889°N,2.6875°E            |           |                     | Modifica les dades a Wikidata |
|        | Ribera de Cameles      | Cameles                                                                                          | curs d'aigua | Desemboca: Ribera de Castellnou Llarg: 4.1km | 42° 38′ 27″ N, 2° 41′ 36″ E / 42.64083333333333°N,2.693333333333334°E 42° 38′ 50″ N, 2° 42′ 16″ E / 42.647222222222226°N,2.7044444444444444°E |           |                     | Modifica les dades a Wikidata |
|        | Ribera de Castellnou   | Pirineus Orientals Castellnou dels Aspres Cameles Sant Feliu d'Avall Sant Feliu d'Amunt el Soler | curs d'aigua | Desemboca: Tet Llarg: 13km                   | 42° 37′ 14″ N, 2° 42′ 18″ E / 42.620555555555555°N,2.705°E 42° 40′ 56″ N, 2° 46′ 36″ E / 42.68222222222222°N,2.776666666666667°E              |           |                     | Modifica les dades a Wikidata |
|        | Ribera de Montoriol    | Montoriol Forques                                                                                | curs d'aigua | Desemboca: Ribera de Llauró Llarg: 12km      | 42° 33′ 37″ N, 2° 42′ 29″ E / 42.56027777777778°N,2.7080555555555557°E 42° 35′ 14″ N, 2° 46′ 56″ E / 42.58722222222222°N,2.782222222222222°E  |           |                     | Modifica les dades a Wikidata |
|        | Ribera de Sant Amanç   | Calmella Queixàs Montoriol                                                                       | curs d'aigua | Desemboca: Cantarana Llarg: 12km             | 42° 34′ 12″ N, 2° 41′ 48″ E / 42.57°N,2.6966666666666668°E 42° 35′ 43″ N, 2° 42′ 46″ E / 42.59527777777778°N,2.7127777777777777°E             |           |                     | Modifica les dades a Wikidata |
|        | Ribera de Sant Marçal  | Montboló Sant Marçal                                                                             | curs d'aigua | Desemboca: riu Ample Llarg: 2.3km            | 42° 27′ 45″ N, 2° 38′ 20″ E / 42.462516666666666°N,2.6389°E 42° 30′ 43″ N, 2° 39′ 45″ E / 42.512055555555555°N,2.6625305555555556°E           |           |                     | Modifica les dades a Wikidata |
|        | Ribera de Santa Coloma | Queixàs                                                                                          | curs d'aigua | Desemboca: Ribera de Sant Julià Llarg: 2.7km | 42° 37′ 14″ N, 2° 38′ 23″ E / 42.620555555555555°N,2.6397222222222223°E 42° 37′ 57″ N, 2° 39′ 27″ E / 42.6325°N,2.6575°E                      |           |                     | Modifica les dades a Wikidata |
|        | Ribera de Vivers       | Vivers                                                                                           | curs d'aigua | Llarg: 6.1km                                 | 42° 32′ 01″ N, 2° 45′ 33″ E / 42.533611111111114°N,2.7591666666666668°E 42° 30′ 39″ N, 2° 48′ 22″ E / 42.51083333333333°N,2.806111111111111°E |           |                     | Modifica les dades a Wikidata |
|        | Ribera de la Palmera   | Oms                                                                                              | curs d'aigua | Llarg: 5km                                   | 42° 31′ 10″ N, 2° 41′ 55″ E / 42.519444444444446°N,2.698611111111111°E 42° 29′ 46″ N, 2° 42′ 57″ E / 42.49611111111111°N,2.7158333333333333°E |           |                     | Modifica les dades a Wikidata |
|        | Ribera de les Aigües   | Vivers                                                                                           | curs d'aigua | Desemboca: Tec Llarg: 4.7km                  | 42° 31′ 38″ N, 2° 44′ 54″ E / 42.52722222222222°N,2.748333333333333°E 42° 30′ 27″ N, 2° 47′ 23″ E / 42.5075°N,2.789722222222222°E             |           |                     | Modifica les dades a Wikidata |
|        | Ribera del Monar       | Forques Torderes Llauró                                                                          | curs d'aigua | Desemboca: Ribera de Llauró                  | 42° 34′ 42″ N, 2° 45′ 59″ E / 42.578432°N,2.766471°E                                                                                          |           |                     | Modifica les dades a Wikidata |
|        | Ribera del Teixó       | Llauró                                                                                           | curs d'aigua | Llarg: 5km                                   | 42° 31′ 43″ N, 2° 40′ 38″ E / 42.52861111111111°N,2.6772222222222224°E 42° 31′ 10″ N, 2° 41′ 55″ E / 42.519444444444446°N,2.698611111111111°E |           |                     | Modifica les dades a Wikidata |

## dolmen
| imatge | Nom                                    | Ubicat a                      | instància de | Detalls | coordenades | Protecció                     | Commons (més fotos)           | Dades a WD                    |
| ------ | -------------------------------------- | ----------------------------- | ------------ | ------- | --- | ----------------------------- | ----------------------------- | ----------------------------- |
|        | Arca de la Font Roja                   | Queixàs                       | dolmen       |         | 42° 36′ 18″ N, 2° 40′ 05″ E / 42.605°N,2.668°E |                               |                               | Modifica les dades a Wikidata |
|        | Cabana del Moro (Llauró)               | Llauró Pirineus Orientals     | dolmen       |         | 42° 33′ 10″ N, 2° 45′ 03″ E / 42.552666666667°N,2.7508333333333°E                                                                                                  |                               | Cabana del Moro (Llauro)      | Modifica les dades a Wikidata |
|        | Caixa de l'Obra                        | Tellet                        | dolmen       |         | 42° 31′ 50″ N, 2° 39′ 54″ E / 42.530416666667°N,2.6649722222222°E 662 msnm                                                                                         |                               | Caixa del Camp de l'Obra      | Modifica les dades a Wikidata |
|        | Caixa del Moro                         | Teulís                        | dolmen       |         | 42° 31′ 11″ N, 2° 37′ 39″ E / 42.519611111111°N,2.6275555555556°E 630.9 msnm                                                                                       |                               |                               | Modifica les dades a Wikidata |
|        | Cementiri dels Moros                   | Bula d'Amunt                  | dolmen       |         | 42° 35′ 20″ N, 2° 34′ 44″ E / 42.588805555556°N,2.5788888888889°E 1017.8 msnm                                                                                      |                               |                               | Modifica les dades a Wikidata |
|        | Dolmen de Galuert                      | Llauró                        | dolmen       |         | 42° 32′ 04″ N, 2° 44′ 45″ E / 42.534361111111°N,2.7458055555556°E                                                                                                  |                               | Dolmen de Galuert             | Modifica les dades a Wikidata |
|        | Dolmen de Moragues                     | Bula d'Amunt                  | dolmen       |         | 42° 35′ 41″ N, 2° 35′ 27″ E / 42.594805555556°N,2.5909166666667°E 1094.2 msnm                                                                                      |                               |                               | Modifica les dades a Wikidata |
|        | Dolmen de Ribes Roges                  | Teulís                        | dolmen       |         | 42° 30′ 46″ N, 2° 37′ 28″ E / 42.512638888889°N,2.6243611111111°E 903.6 msnm                                                                                       |                               |                               | Modifica les dades a Wikidata |
|        | Dolmen de Vallcrosa                    | Cameles                       | dolmen       |         | 42° 38′ 27″ N, 2° 40′ 55″ E / 42.640833333333°N,2.6819444444444°E 199.2 msnm                                                                                       |                               |                               | Modifica les dades a Wikidata |
|        | Dolmen de l'Oratori                    | Sant Marçal                   | dolmen       |         | 42° 31′ 50″ N, 2° 36′ 04″ E / 42.530666666667°N,2.6012222222222°E 42° 31′ 38″ N, 2° 35′ 55″ E / 42.527194°N,2.598667°E 905.8 msnm                                  |                               |                               | Modifica les dades a Wikidata |
|        | Dolmen de la Creu de la Llosa          | Sant Miquel de Llotes Queixàs | dolmen       |         | 42° 38′ 03″ N, 2° 38′ 37″ E / 42.634222222222°N,2.6436388888889°E 467.4 msnm                                                                                       |                               | Dolmen de la Creu de la Llosa | Modifica les dades a Wikidata |
|        | Dolmen de la Ramera I                  | Queixàs                       | dolmen       |         | 42° 36′ 22″ N, 2° 40′ 05″ E / 42.606111111111°N,2.6680555555556°E 482.5 msnm                                                                                       |                               |                               | Modifica les dades a Wikidata |
|        | Dolmen de la Ramera II                 | Queixàs                       | dolmen       |         | 42° 36′ 22″ N, 2° 40′ 09″ E / 42.606111111111°N,2.6691666666667°E 447.2 msnm                                                                                       |                               |                               | Modifica les dades a Wikidata |
|        | Dolmen de les Arques del Coll del Moro | Cameles                       | dolmen       |         | 42° 37′ 57″ N, 2° 40′ 49″ E / 42.632472°N,2.680167°E 353.9 msnm |                               |                               | Modifica les dades a Wikidata |
|        | Dolmen del Fornàs                      | Queixàs                       | dolmen       |         | 42° 37′ 55″ N, 2° 38′ 26″ E / 42.631944444444°N,2.6405555555556°E 505.2 msnm                                                                                       |                               |                               | Modifica les dades a Wikidata |
|        | Dolmen del Pla de les Eugues           | Bula d'Amunt                  | dolmen       |         | 42° 34′ 46″ N, 2° 34′ 29″ E / 42.5794°N,2.57472°E 1017.8 msnm |                               |                               | Modifica les dades a Wikidata |
|        | Dolmen del Serrat d'en Jaques          | Queixàs                       | dolmen       |         | 42° 38′ 06″ N, 2° 38′ 46″ E / 42.635°N,2.6461111111111°E 514.7 msnm                                                                                                |                               |                               | Modifica les dades a Wikidata |
|        | Dolmen del Serrat d'en Poll            | Cameles                       | dolmen       |         | 42° 38′ 42″ N, 2° 40′ 28″ E / 42.645°N,2.6744444444444°E 290.7 msnm                                                                                                |                               |                               | Modifica les dades a Wikidata |
|        | Dolmen del Serrat de les Costes        | Llauró                        | dolmen       |         | 42° 33′ 11″ N, 2° 44′ 42″ E / 42.553056°N,2.745°E |                               |                               | Modifica les dades a Wikidata |
|        | Dolmen del Serrat de les Fonts I       | Sant Marçal                   | dolmen       |         | 42° 31′ 38″ N, 2° 35′ 55″ E / 42.52719444°N,2.59866667°E 876.8 msnm                                                                                                |                               |                               | Modifica les dades a Wikidata |
|        | Dolmen del Serrat de les Fonts II      | Sant Marçal                   | dolmen       |         | 42° 32′ 07″ N, 2° 36′ 20″ E / 42.53527778°N,2.60555556°E 876.8 msnm                                                                                                |                               |                               | Modifica les dades a Wikidata |
|        | Dolmen del Solà dels Clots             | Castellnou dels Aspres        | dolmen       |         | 42° 35′ 41″ N, 2° 42′ 25″ E / 42.59475°N,2.706833°E 276.1 msnm |                               |                               | Modifica les dades a Wikidata |
|        | Dòlmens del Serrat de les Fonts        | Sant Marçal                   | dolmen       |         | 42° 32′ 14″ N, 2° 36′ 28″ E / 42.537306°N,2.607861°E 887.4 msnm |                               |                               | Modifica les dades a Wikidata |
|        | La Caixeta                             | Cameles la Cabana de Corbera  | dolmen       |         | 42° 38′ 59″ N, 2° 41′ 05″ E / 42.649861111111°N,2.6847222222222°E 42° 38′ 41″ N, 2° 40′ 29″ E / 42.644722222222°N,2.6748611111111°E fr:Solar del Mouton 292.5 msnm | monument històric inventariat |                               | Modifica les dades a Wikidata |
|        | dolmen de Cal Aussell de Dalt          | Queixàs                       | dolmen       |         | 42° 36′ 14″ N, 2° 40′ 37″ E / 42.603944444444°N,2.6768611111111°E                                                                                                  |                               |                               | Modifica les dades a Wikidata |
|        | dolmen del Castell de Bellpuig         | Prunet i Bellpuig             | dolmen       |         | 42° 33′ 37″ N, 2° 37′ 06″ E / 42.560222222222°N,2.6184722222222°E 756.3 msnm                                                                                       |                               |                               | Modifica les dades a Wikidata |
|        | dolmen del Pla de l'Arca               | Castellnou dels Aspres        | dolmen       |         | 42° 35′ 50″ N, 2° 41′ 18″ E / 42.5972°N,2.68833°E 282.7 msnm |                               |                               | Modifica les dades a Wikidata |
|        | dolmen del Roc del Llamp               | Castellnou dels Aspres        | dolmen       |         | 42° 36′ 43″ N, 2° 41′ 38″ E / 42.612°N,2.694°E 421 msnm |                               |                               | Modifica les dades a Wikidata |
|        | dolmen des Arques du Coll de Moro      | Cameles                       | dolmen       |         | 42° 37′ 57″ N, 2° 40′ 49″ E / 42.632472222222°N,2.6801666666667°E                                                                                                  |                               |                               | Modifica les dades a Wikidata |
|        | dolmen du Correc de Montou             | Cameles                       | dolmen       |         | 42° 38′ 58″ N, 2° 40′ 54″ E / 42.6494°N,2.68169°E |                               |                               | Modifica les dades a Wikidata |
|        | dolmen du Serrat de les Costes         | Llauró                        | dolmen       |         | |                               |                               | Modifica les dades a Wikidata |
|        | dolmen du Serrat de les Fonts I        | Sant Marçal                   | dolmen       |         | 42° 32′ 19″ N, 2° 36′ 38″ E / 42.538555555556°N,2.6104166666667°E                                                                                                  |                               |                               | Modifica les dades a Wikidata |
|        | dolmen du Serrat de les Fonts II       | Sant Marçal                   | dolmen       |         | 42° 32′ 07″ N, 2° 36′ 20″ E / 42.535333333333°N,2.6055833333333°E                                                                                                  |                               |                               | Modifica les dades a Wikidata |

## edifici
| imatge | Nom                            | Ubicat a    | instància de | Detalls                      | coordenades                                                                      | Protecció | Commons (més fotos) | Dades a WD                    |
| ------ | ------------------------------ | ----------- | ------------ | ---------------------------- | -------------------------------------------------------------------------------- | --------- | ------------------- | ----------------------------- |
|        | Castell de Cristall            | la Bastida  | edifici      |                              | 42° 31′ 21″ N, 2° 33′ 29″ E / 42.522552777778°N,2.5581527777778°E 1436.2 msnm    |           |                     | Modifica les dades a Wikidata |
|        | Castell de Mollet              | la Bastida  | edifici      |                              | 42° 32′ 49″ N, 2° 35′ 17″ E / 42.546944444444°N,2.5881666666667°E 794 msnm       |           |                     | Modifica les dades a Wikidata |
|        | Castell de Sant Marçal         | Sant Marçal | edifici      |                              | 42° 32′ 14″ N, 2° 37′ 12″ E / 42.53733333°N,2.61988889°E 738.3 msnm              |           |                     | Modifica les dades a Wikidata |
|        | Sant Marçal de Sant Marçal     | Sant Marçal | edifici      |                              | 42° 32′ 15″ N, 2° 37′ 13″ E / 42.5375°N,2.62013889°E Catalunya del Nord 738 msnm |           |                     | Modifica les dades a Wikidata |
|        | Sant Pere de la Parada         | Sant Marçal | edifici      |                              | 42° 31′ 42″ N, 2° 38′ 16″ E / 42.52833333°N,2.63783333°E 494.9 msnm              |           |                     | Modifica les dades a Wikidata |
|        | Vila fortificada de la Bastida | la Bastida  | edifici      | Estil: arquitectura romànica | 42° 32′ 48″ N, 2° 35′ 19″ E / 42.546714°N,2.588638°E 785.2 msnm                  |           |                     | Modifica les dades a Wikidata |

## església
| imatge | Nom                                  | Ubicat a               | instància de          | Detalls                                                                                       | coordenades | Protecció                                                 | Commons (més fotos)                         | Dades a WD                    |
| ------ | ------------------------------------ | ---------------------- | --------------------- | --------------------------------------------------------------------------------------------- | --- | --------------------------------------------------------- | ------------------------------------------- | ----------------------------- |
|        | La Trinitat de Bellpuig              | Prunet i Bellpuig      | església Ús: església | Estil: arquitectura romànica Anomenat per: Santíssima Trinitat Dedicat a: Santíssima Trinitat | 42° 33′ 44″ N, 2° 37′ 31″ E / 42.5622°N,2.62528°E 675.3 msnm                                                               | monument històric catalogat                               | Chapelle de la Trinité de Prunet-et-Belpuig | Modifica les dades a Wikidata |
|        | Mare de Déu del Roure                | Tellet                 | església Ús: església | Estil: arquitectura romànica                                                                  | 42° 30′ 51″ N, 2° 41′ 46″ E / 42.5142°N,2.6961°E fr:La Roure 427.1 msnm                                                    | monument històric inventariat                             | Notre-Dame-del-Roure, Taillet               | Modifica les dades a Wikidata |
|        | Sant Amanç de la Ribera              | Montoriol              | església Ús: església | Estil: arquitectura romànica Dedicat a: Amanç de Rodés                                        | 42° 34′ 29″ N, 2° 42′ 02″ E / 42.57475°N,2.7005833333333°E 252.5 msnm                                                      |                                                           | Église Saint-Amans de Montauriol            | Modifica les dades a Wikidata |
|        | Sant Andreu de Ministrol             | Casafabre              | església              |                                                                                               | 42° 36′ 34″ N, 2° 36′ 30″ E / 42.609333333333°N,2.6083333333333°E 317.9 msnm                                               |                                                           |                                             | Modifica les dades a Wikidata |
|        | Sant Esteve de Prunet                | Prunet i Bellpuig      | església Ús: església | Estil: art preromànic art romànic Dedicat a: Esteve màrtir                                    | 42° 34′ 12″ N, 2° 38′ 50″ E / 42.569921°N,2.647202°E 628.4 msnm                                                            | monument històric inventariat monument històric catalogat | Église Saint-Étienne de Prunet              | Modifica les dades a Wikidata |
|        | Sant Feliu de Calmella               | Calmella               | església Ús: església | Estil: arquitectura romànica                                                                  | 42° 33′ 08″ N, 2° 40′ 30″ E / 42.5521°N,2.67493°E 478.6 msnm                                                               | monument històric inventariat                             | Église Saint-Félix de Calmeilles            | Modifica les dades a Wikidata |
|        | Sant Fructuós de Cameles             | Cameles                | església Ús: església | Estil: art preromànic                                                                         | 42° 37′ 49″ N, 2° 41′ 01″ E / 42.6302°N,2.68372°E 324 msnm                                                                 | monument històric inventariat                             | Église Saint-Fructueux de Camélas           | Modifica les dades a Wikidata |
|        | Sant Jaume de Queixàs                | Queixàs                | església              |                                                                                               | 42° 34′ 58″ N, 2° 40′ 58″ E / 42.58277778°N,2.68290833°E 368.7 msnm                                                        |                                                           |                                             | Modifica les dades a Wikidata |
|        | Sant Joan Evangelista de Teulís      | Teulís                 | església Ús: església | Estil: arquitectura romànica Dedicat a: Joan Evangelista                                      | 42° 31′ 29″ N, 2° 37′ 53″ E / 42.5246°N,2.6314°E 560.2 msnm                                                                |                                                           | Église Saint-Jean L'Évangéliste de Taulis   | Modifica les dades a Wikidata |
|        | Sant Joan d'Arçós                    | Bula d'Amunt           | església Ús: església | Estil: arquitectura romànica                                                                  | 42° 34′ 37″ N, 2° 35′ 45″ E / 42.576993°N,2.595759°E 600 msnm                                                              |                                                           |                                             | Modifica les dades a Wikidata |
|        | Sant Joan d'Oms                      | Oms                    | església              | Estil: arquitectura romànica                                                                  | 42° 32′ 37″ N, 2° 41′ 49″ E / 42.5435°N,2.6969°E 496.9 msnm                                                                | monument històric inventariat                             | Église Saint-Jean de Oms                    | Modifica les dades a Wikidata |
|        | Sant Julià del Vilar                 | Queixàs                | església              |                                                                                               | 42° 37′ 54″ N, 2° 39′ 01″ E / 42.6318°N,2.65014°E 390.9 msnm                                                               |                                                           |                                             | Modifica les dades a Wikidata |
|        | Sant Marc de Queixàs                 | Queixàs                | església Ús: església | Estil: art preromànic 10th century Anomenat per: Marc Dedicat a: Marc                         | 42° 34′ 47″ N, 2° 40′ 25″ E / 42.5797°N,2.67355°E 528.5 msnm                                                               |                                                           |                                             | Modifica les dades a Wikidata |
|        | Sant Martí de Casafabre              | Casafabre              | església Ús: església | Estil: arquitectura romànica Dedicat a: Sant Martí de Tours                                   | 42° 36′ 56″ N, 2° 36′ 49″ E / 42.615611111111°N,2.6137222222222°E Catalunya del Nord 546.4 msnm                            |                                                           | Église Saint-Martin de Casefabre            | Modifica les dades a Wikidata |
|        | Sant Martí de Llauró                 | Llauró                 | església Ús: església | Estil: arquitectura romànica Dedicat a: Sant Martí de Tours                                   | 42° 32′ 59″ N, 2° 44′ 32″ E / 42.5498°N,2.7422°E 325.8 msnm                                                                |                                                           | Église Saint-Martin de Llauro               | Modifica les dades a Wikidata |
|        | Sant Martí de la Roca                | Cameles                | església Ús: església | Estil: arquitectura romànica                                                                  | 42° 37′ 28″ N, 2° 40′ 52″ E / 42.624527777778°N,2.6811666666667°E 512.4 msnm                                               |                                                           | Sant Martí de la Roca                       | Modifica les dades a Wikidata |
|        | Sant Miquel de Montoriol d'Amunt     | Montoriol              | església              | Estat: ruïnós                                                                                 | 42° 33′ 41″ N, 2° 42′ 11″ E / 42.5615°N,2.7029166666667°E                                                                  |                                                           | Église Saint-Michel de Montauriol           | Modifica les dades a Wikidata |
|        | Sant Miquel de Vallcrosa             | Cameles                | església Ús: església | Estil: arquitectura romànica Dedicat a: Sant Miquel Arcàngel                                  | 42° 38′ 24″ N, 2° 40′ 55″ E / 42.64°N,2.682°E 42° 38′ 26″ N, 2° 40′ 54″ E / 42.640611111111°N,2.6816388888889°E 202.3 msnm |                                                           |                                             | Modifica les dades a Wikidata |
|        | Sant Miquel de Vivers                | Vivers                 | església Ús: església | Estil: arquitectura romànica Dedicat a: Sant Miquel Arcàngel                                  | 42° 31′ 43″ N, 2° 45′ 49″ E / 42.5287°N,2.7636°E 165.8 msnm                                                                |                                                           | Église Saint-Michel de Vivès                | Modifica les dades a Wikidata |
|        | Sant Miquel de la Bastida            | la Bastida             | església Ús: església | Estil: arquitectura romànica Dedicat a: Sant Miquel Arcàngel                                  | 42° 32′ 50″ N, 2° 35′ 19″ E / 42.5471°N,2.5886°E 794.7 msnm                                                                |                                                           | Église Saint-Michel de La Bastide           | Modifica les dades a Wikidata |
|        | Sant Nazari de Torderes              | Torderes               | església Ús: església | Estil: arquitectura romànica Dedicat a: Nazari                                                | 42° 33′ 36″ N, 2° 45′ 06″ E / 42.5599°N,2.7518°E 228.4 msnm                                                                |                                                           | Église Saint-Nazaire de Tordères            | Modifica les dades a Wikidata |
|        | Sant Pere de Tellet                  | Tellet                 | església Ús: església | Estil: arquitectura romànica                                                                  | 42° 31′ 37″ N, 2° 40′ 17″ E / 42.5269°N,2.6714°E 582.1 msnm                                                                |                                                           | Église Saint-Valentin de Taillet            | Modifica les dades a Wikidata |
|        | Sant Ponç de Candell                 | Queixàs                | església Ús: església | Estil: arquitectura romànica                                                                  | 42° 35′ 55″ N, 2° 37′ 52″ E / 42.598585°N,2.631008°E 592.7 msnm                                                            |                                                           |                                             | Modifica les dades a Wikidata |
|        | Sant Sadurní de Bula d'Amunt         | Bula d'Amunt           | església Ús: església | Estil: arquitectura romànica Anomenat per: Sadurní de Tolosa Dedicat a: Sadurní de Tolosa     | 42° 34′ 45″ N, 2° 36′ 51″ E / 42.579194444444°N,2.6141111111111°E 418.4 msnm                                               | monument històric inventariat                             | Église Saint-Saturnin de Boule-d'Amont      | Modifica les dades a Wikidata |
|        | Sant Sadurní de Montoriol d'Avall    | Montoriol              | església Ús: església | Estil: art preromànic Anomenat per: Sadurní de Tolosa Dedicat a: Sadurní de Tolosa            | 42° 34′ 21″ N, 2° 43′ 31″ E / 42.5725°N,2.72531°E 222.5 msnm                                                               | monument històric catalogat                               | Église Saint-Saturnin de Montauriol         | Modifica les dades a Wikidata |
|        | Santa Agnès de Croanques             | Teulís                 | església Ús: església | Estil: arquitectura romànica Anomenat per: Agnès de Roma Dedicat a: Agnès de Roma             | 42° 31′ 00″ N, 2° 37′ 46″ E / 42.5168°N,2.6295°E 572.8 msnm                                                                |                                                           |                                             | Modifica les dades a Wikidata |
|        | Santa Coloma de les Illes            | Queixàs                | església Ús: església | Estil: arquitectura romànica                                                                  | 42° 37′ 04″ N, 2° 38′ 47″ E / 42.6178°N,2.64651°E 444.5 msnm                                                               |                                                           |                                             | Modifica les dades a Wikidata |
|        | Santa Maria de Fontcoberta           | Queixàs                | església Ús: església | Estil: art preromànic 942                                                                     | 42° 36′ 11″ N, 2° 39′ 25″ E / 42.602944444444°N,2.6568333333333°E 568.5 msnm                                               |                                                           | Chapelle Sainte-Marie de Fontcouverte       | Modifica les dades a Wikidata |
|        | Santa Maria de Montoriol d'Amunt     | Montoriol              | església              |                                                                                               | 42° 33′ 55″ N, 2° 42′ 38″ E / 42.565361111111°N,2.7105277777778°E Catalunya del Nord                                       |                                                           | Église Sainte-Marie de Montauriol           | Modifica les dades a Wikidata |
|        | Santa Maria del Coll                 | Calmella               | església              |                                                                                               | 42° 34′ 06″ N, 2° 40′ 36″ E / 42.568415402185°N,2.6766385925632°E 510.2 msnm                                               |                                                           |                                             | Modifica les dades a Wikidata |
|        | Santa Maria del Mas Aragon           | Castellnou dels Aspres | església              |                                                                                               | 42° 38′ 34″ N, 2° 42′ 50″ E / 42.642833333333°N,2.7138888888889°E 137 msnm                                                 |                                                           |                                             | Modifica les dades a Wikidata |
|        | Santa Maria del Mercadal             | Castellnou dels Aspres | església Ús: església | Estil: arquitectura romànica                                                                  | 42° 37′ 17″ N, 2° 42′ 10″ E / 42.6214°N,2.7027°E 263.2 msnm                                                                | monument històric inventariat                             | Église Sainte-Marie du Mercadal             | Modifica les dades a Wikidata |
|        | église Saint-Martial de Saint-Marsal | Sant Marçal            | església              |                                                                                               | 42° 32′ 15″ N, 2° 37′ 15″ E / 42.53739°N,2.62084°E                                                                         |                                                           | Église Saint-Martial de Saint-Marsal        | Modifica les dades a Wikidata |

## estació meteorològica
| imatge | Nom                          | Ubicat a    | instància de          | Detalls | coordenades                                                   | Protecció | Commons (més fotos) | Dades a WD                    |
| ------ | ---------------------------- | ----------- | --------------------- | ------- | ------------------------------------------------------------- | --------- | ------------------- | ----------------------------- |
|        | Caixas weather station       | Queixàs     | estació meteorològica |         | 42° 35′ 14″ N, 2° 40′ 47″ E / 42.587333°N,2.679833°E 347 msnm |           |                     | Modifica les dades a Wikidata |
|        | Saint-Marsal weather station | Sant Marçal | estació meteorològica |         | 42° 32′ 21″ N, 2° 37′ 19″ E / 42.539167°N,2.622°E 690 msnm    |           |                     | Modifica les dades a Wikidata |
|        | Vivès weather station        | Vivers      | estació meteorològica |         | 42° 32′ 11″ N, 2° 45′ 39″ E / 42.5365°N,2.760833°E 261 msnm   |           |                     | Modifica les dades a Wikidata |

## font
| imatge | Nom                 | Ubicat a | instància de | Detalls | coordenades                                                                           | Protecció | Commons (més fotos)    | Dades a WD                    |
| ------ | ------------------- | -------- | ------------ | ------- | ------------------------------------------------------------------------------------- | --------- | ---------------------- | ----------------------------- |
|        | Font dels Aspres    | Vivers   | font         |         | 42° 31′ 44″ N, 2° 45′ 50″ E / 42.528833333333°N,2.7638333333333°E fr:place Pierre-Oms |           | Font dels Aspres       | Modifica les dades a Wikidata |
|        | Font dels esquirols | Llauró   | font         |         | 42° 33′ 05″ N, 2° 44′ 16″ E / 42.5515°N,2.7377°E                                      |           | Fontaine des écureuils | Modifica les dades a Wikidata |

## instal·lació
| imatge | Nom                                       | Ubicat a               | instància de                          | Detalls | coordenades                                                                                                | Protecció | Commons (més fotos)                    | Dades a WD                    |
| ------ | ----------------------------------------- | ---------------------- | ------------------------------------- | ------- | --- | --------- | -------------------------------------- | ----------------------------- |
|        | casa de la vila d'Oms                     | Oms                    | instal·lació Ús: seu del govern local |         | 42° 32′ 35″ N, 2° 41′ 48″ E / 42.5430026167856°N,2.696580025223°E fr:66400 OMS                             |           | Town hall of Oms (Pyrénées-Orientales) | Modifica les dades a Wikidata |
|        | casa de la vila de Bula d'Amunt           | Bula d'Amunt           | instal·lació Ús: seu del govern local |         | 42° 34′ 44″ N, 2° 36′ 52″ E / 42.5789945003014°N,2.61434776336365°E fr:66130 BOULE D'AMONT                 |           | Town hall of Boule-d'Amont             | Modifica les dades a Wikidata |
|        | casa de la vila de Calmella               | Calmella               | instal·lació Ús: seu del govern local |         | 42° 33′ 08″ N, 2° 40′ 28″ E / 42.5521195714556°N,2.67444591925516°E fr:66400 CALMEILLES                    |           | Town hall of Calmeilles                | Modifica les dades a Wikidata |
|        | casa de la vila de Cameles                | Cameles                | instal·lació Ús: seu del govern local |         | 42° 39′ 02″ N, 2° 42′ 20″ E / 42.6506324109509°N,2.7056561373606°E fr:66300 CAMELAS                        |           | Town hall of Camélas                   | Modifica les dades a Wikidata |
|        | casa de la vila de Casafabre              | Casafabre              | instal·lació Ús: seu del govern local |         | 42° 36′ 56″ N, 2° 36′ 50″ E / 42.6155587899168°N,2.61388200659251°E fr:66130 CASEFABRE                     |           |                                        | Modifica les dades a Wikidata |
|        | casa de la vila de Castellnou dels Aspres | Castellnou dels Aspres | instal·lació Ús: seu del govern local |         | 42° 37′ 09″ N, 2° 42′ 13″ E / 42.6192343164318°N,2.70351757716199°E fr:66300 CASTELNOU                     |           |                                        | Modifica les dades a Wikidata |
|        | casa de la vila de Llauró                 | Llauró                 | instal·lació Ús: seu del govern local |         | 42° 32′ 58″ N, 2° 44′ 38″ E / 42.5494902145483°N,2.74381686321538°E fr:66300 LLAURO                        |           |                                        | Modifica les dades a Wikidata |
|        | casa de la vila de Montoriol              | Montoriol              | instal·lació Ús: seu del govern local |         | 42° 34′ 32″ N, 2° 43′ 28″ E / 42.5756638008683°N,2.7245038044946°E fr:66300 MONTAURIOL                     |           | Town hall of Montauriol                | Modifica les dades a Wikidata |
|        | casa de la vila de Prunet i Bellpuig      | Prunet i Bellpuig      | instal·lació Ús: seu del govern local |         | 42° 33′ 40″ N, 2° 37′ 33″ E / 42.561013822908°N,2.62577857065813°E fr:66130 PRUNET-ET-BELPUIG              |           |                                        | Modifica les dades a Wikidata |
|        | casa de la vila de Queixàs                | Queixàs                | instal·lació Ús: seu del govern local |         | 42° 34′ 58″ N, 2° 40′ 59″ E / 42.5827928384607°N,2.68298273733148°E fr:LD LES ORTELS, 66300 CAIXAS         |           |                                        | Modifica les dades a Wikidata |
|        | casa de la vila de Sant Marçal            | Sant Marçal            | instal·lació Ús: seu del govern local |         | 42° 32′ 16″ N, 2° 37′ 18″ E / 42.5377582295758°N,2.62173256831308°E fr:66110 SAINT-MARSAL                  |           |                                        | Modifica les dades a Wikidata |
|        | casa de la vila de Tellet                 | Tellet                 | instal·lació Ús: seu del govern local |         | 42° 31′ 36″ N, 2° 40′ 20″ E / 42.5265672950249°N,2.67210049882389°E fr:66400 TAILLET                       |           | Town hall of Taillet                   | Modifica les dades a Wikidata |
|        | casa de la vila de Teulís                 | Teulís                 | instal·lació Ús: seu del govern local |         | 42° 31′ 23″ N, 2° 37′ 56″ E / 42.5230383073743°N,2.63219556214839°E fr:66110 TAULIS                        |           | Town hall of Taulis                    | Modifica les dades a Wikidata |
|        | casa de la vila de Torderes               | Torderes               | instal·lació Ús: seu del govern local |         | 42° 33′ 35″ N, 2° 45′ 05″ E / 42.5596803502926°N,2.75151350691324°E fr:2 RUE DES ECUREUILS, 66300 TORDERES |           | Town hall of Tordères                  | Modifica les dades a Wikidata |
|        | casa de la vila de Vivers                 | Vivers                 | instal·lació Ús: seu del govern local |         | 42° 31′ 44″ N, 2° 45′ 49″ E / 42.5289414288057°N,2.76359174993271°E fr:66490 VIVES                         |           | Town hall of Vivès                     | Modifica les dades a Wikidata |
|        | casa de la vila de la Bastida             | la Bastida             | instal·lació Ús: seu del govern local |         | 42° 32′ 48″ N, 2° 35′ 21″ E / 42.5465966990468°N,2.58930016783218°E fr:66110 LA BASTIDE                    |           |                                        | Modifica les dades a Wikidata |

## localitat
| imatge | Nom                       | Ubicat a         | instància de | Detalls | coordenades                                                  | Protecció | Commons (més fotos) | Dades a WD                    |
| ------ | ------------------------- | ---------------- | ------------ | ------- | ------------------------------------------------------------ | --------- | ------------------- | ----------------------------- |
|        | Polig                     | Cameles          | localitat    |         | 42° 38′ 14″ N, 2° 41′ 23″ E / 42.637278°N,2.689722°E         |           |                     | Modifica les dades a Wikidata |
|        | Santa Coloma de les Illes | Rosselló Queixàs | localitat    |         | 42° 37′ 31″ N, 2° 38′ 43″ E / 42.625139°N,2.645222°E         |           |                     | Modifica les dades a Wikidata |
|        | Vallcrosa                 | Cameles          | localitat    |         | 42° 38′ 27″ N, 2° 40′ 56″ E / 42.640719°N,2.68214°E 201 msnm |           |                     | Modifica les dades a Wikidata |

## municipi francès
| imatge | Nom                    | Ubicat a | instància de     | Detalls                      | coordenades | Protecció | Commons (més fotos)          | Dades a WD                    |
| ------ | ---------------------- | --- | ---------------- | ---------------------------- | --- | --------- | ---------------------------- | ----------------------------- |
|        | Bula d'Amunt           | Rosselló Pirineus Orientals districte de Prada                                                                      | municipi francès | 64 hab Superfície: 23.22km²  | 42° 34′ 46″ N, 2° 36′ 49″ E / 42.579444444444°N,2.6136111111111°E 483 234 1348 653 msnm                                      |           | Boule-d'Amont                | Modifica les dades a Wikidata |
|        | Calmella               | Cantó de Ceret Rosselló Pirineus Orientals Comunitat de comunes dels Aspres districte de Ceret                      | municipi francès | 60 hab Superfície: 13.22km²  | 42° 33′ 08″ N, 2° 40′ 27″ E / 42.552222222222°N,2.6741666666667°E fr:Le Village, 66400 Calmeilles 469 256 784 489 msnm       |           | Calmeilles                   | Modifica les dades a Wikidata |
|        | Cameles                | cantó de Tuïr Pirineus Orientals Comunitat de comunes dels Aspres districte de Ceret Rosselló Districte de Perpinyà | municipi francès | 463 hab Superfície: 12.72km² | 42° 39′ 05″ N, 2° 42′ 17″ E / 42.651388888889°N,2.7047222222222°E 350 118 520 250 msnm                                       |           | Camélas                      | Modifica les dades a Wikidata |
|        | Casafabre              | Rosselló Pirineus Orientals districte de Prada                                                                      | municipi francès | 43 hab Superfície: 6.99km²   | 42° 36′ 58″ N, 2° 36′ 53″ E / 42.616111111111°N,2.6147222222222°E fr:1 place Lambert-Coste, 66130 Casefabre 236 664 499 msnm |           | Casefabre                    | Modifica les dades a Wikidata |
|        | Castellnou dels Aspres | Rosselló Pirineus Orientals Comunitat de comunes dels Aspres districte de Ceret Districte de Perpinyà               | municipi francès | 286 hab Superfície: 19.28km² | 42° 37′ 11″ N, 2° 42′ 10″ E / 42.619722222222°N,2.7027777777778°E 111 444 258 msnm                                           |           | Castelnou                    | Modifica les dades a Wikidata |
|        | Llauró                 | cantó de Tuïr Rosselló Pirineus Orientals Comunitat de comunes dels Aspres districte de Ceret Districte de Perpinyà | municipi francès | 314 hab Superfície: 8.34km²  | 42° 32′ 59″ N, 2° 44′ 38″ E / 42.549722222222°N,2.7438888888889°E 174 511 317 msnm                                           |           | Llauro                       | Modifica les dades a Wikidata |
|        | Montoriol              | Rosselló Comunitat de comunes dels Aspres Pirineus Orientals districte de Ceret                                     | municipi francès | 251 hab Superfície: 11.1km²  | 42° 34′ 33″ N, 2° 43′ 28″ E / 42.575833333333°N,2.7244444444444°E 149 463 258 msnm                                           |           | Montauriol                   | Modifica les dades a Wikidata |
|        | Oms                    | Cantó de Ceret Rosselló Pirineus Orientals Comunitat de comunes dels Aspres districte de Ceret                      | municipi francès | 354 hab Superfície: 18.53km² | 42° 32′ 38″ N, 2° 41′ 47″ E / 42.543888888889°N,2.6963888888889°E fr:Rue de l'Orme, 66400 Oms 180 611 388 msnm               |           | Oms (Pyrénées-Orientales)    | Modifica les dades a Wikidata |
|        | Prunet i Bellpuig      | Rosselló Pirineus Orientals districte de Prada                                                                      | municipi francès | 45 hab Superfície: 21.68km²  | 42° 33′ 43″ N, 2° 37′ 29″ E / 42.561944444444°N,2.6247222222222°E 353 863 565 msnm                                           |           | Prunet-et-Belpuig            | Modifica les dades a Wikidata |
|        | Queixàs                | cantó de Tuïr Rosselló Pirineus Orientals Comunitat de comunes dels Aspres districte de Ceret Districte de Perpinyà | municipi francès | 131 hab Superfície: 28.11km² | 42° 34′ 58″ N, 2° 40′ 59″ E / 42.582777777778°N,2.6830555555556°E 350 199 774 456 msnm                                       |           | Caixas (Pyrénées-Orientales) | Modifica les dades a Wikidata |
|        | Sant Marçal            | Rosselló Pirineus Orientals comunitat de comunes de l'Alt Vallespir districte de Ceret                              | municipi francès | 73 hab Superfície: 15.36km²  | 42° 32′ 16″ N, 2° 37′ 16″ E / 42.537777777778°N,2.6211111111111°E 260 1477 698 msnm                                          |           | Saint-Marsal                 | Modifica les dades a Wikidata |
|        | Serrabona              | Bula d'Amunt | municipi francès |                              | 42° 36′ 06″ N, 2° 35′ 42″ E / 42.6017°N,2.5949°E                                                                             |           |                              | Modifica les dades a Wikidata |
|        | Tellet                 | Pirineus Orientals Rosselló districte de Ceret                                                                      | municipi francès | 106 hab Superfície: 10.02km² | 42° 31′ 38″ N, 2° 40′ 20″ E / 42.527222222222°N,2.6722222222222°E 198 681 452 msnm                                           |           | Taillet                      | Modifica les dades a Wikidata |
|        | Teulís                 | Rosselló Pirineus Orientals comunitat de comunes de l'Alt Vallespir districte de Ceret                              | municipi francès | 58 hab Superfície: 6.19km²   | 42° 31′ 26″ N, 2° 37′ 57″ E / 42.523888888889°N,2.6325°E 340 1360 700 msnm                                                   |           | Taulis                       | Modifica les dades a Wikidata |
|        | Torderes               | Rosselló Pirineus Orientals Comunitat de comunes dels Aspres districte de Ceret Districte de Perpinyà               | municipi francès | 186 hab Superfície: 9.91km²  | 42° 33′ 36″ N, 2° 45′ 08″ E / 42.56°N,2.7522222222222°E 139 390 208 msnm                                                     |           | Tordères                     | Modifica les dades a Wikidata |
|        | Vivers                 | Cantó de Ceret Rosselló Pirineus Orientals districte de Ceret                                                       | municipi francès | 182 hab Superfície: 11.07km² | 42° 31′ 42″ N, 2° 45′ 50″ E / 42.528333333333°N,2.7638888888889°E fr:3 rue de la Mairie, 66490 Vivès 114 323 193 msnm        |           | Vivès                        | Modifica les dades a Wikidata |
|        | la Bastida             | Rosselló Pirineus Orientals districte de Ceret                                                                      | municipi francès | 62 hab Superfície: 15.63km²  | 42° 32′ 49″ N, 2° 35′ 20″ E / 42.546944444444°N,2.5888888888889°E 545 1780 1000 msnm                                         |           | La Bastide                   | Modifica les dades a Wikidata |

## muntanya
| imatge | Nom                           | Ubicat a                                    | instància de | Detalls | coordenades                                                                      | Protecció | Commons (més fotos)           | Dades a WD                    |
| ------ | ----------------------------- | ------------------------------------------- | ------------ | ------- | -------------------------------------------------------------------------------- | --------- | ----------------------------- | ----------------------------- |
|        | Causse                        | Castellnou dels Aspres Santa Coloma de Tuïr | muntanya     |         | 42° 37′ 13″ N, 2° 43′ 26″ E / 42.6203333333°N,2.72394444444°E 286 msnm           |           |                               | Modifica les dades a Wikidata |
|        | El Timoner                    | Prunet i Bellpuig                           | muntanya     |         | 42° 32′ 40″ N, 2° 38′ 43″ E / 42.544417°N,2.645389°E                             |           |                               | Modifica les dades a Wikidata |
|        | La Calcina                    | Calmella                                    | muntanya     |         | 42° 32′ 58″ N, 2° 39′ 39″ E / 42.549306°N,2.660806°E 588.6 msnm                  |           |                               | Modifica les dades a Wikidata |
|        | Mont Helena                   | Prunet i Bellpuig                           | muntanya     |         | 42° 34′ 38″ N, 2° 39′ 49″ E / 42.577222222222°N,2.6636111111111°E 774 msnm       |           |                               | Modifica les dades a Wikidata |
|        | Montner                       | Prunet i Bellpuig                           | muntanya     |         | 42° 33′ 53″ N, 2° 39′ 31″ E / 42.564806°N,2.658694°E                             |           |                               | Modifica les dades a Wikidata |
|        | Pic Ambrosi                   | Glorianes Bula d'Amunt                      | muntanya     |         | 42° 36′ 02″ N, 2° 34′ 44″ E / 42.600611°N,2.57875°E 977.5 msnm                   |           |                               | Modifica les dades a Wikidata |
|        | Pic Fabra                     | Glorianes Rodès Bula d'Amunt                | muntanya     |         | 42° 37′ 05″ N, 2° 34′ 29″ E / 42.618°N,2.574806°E 774.4 msnm                     |           |                               | Modifica les dades a Wikidata |
|        | Pic Vedell                    | Bula d'Amunt                                | muntanya     |         | 42° 37′ 37″ N, 2° 34′ 41″ E / 42.626944°N,2.577917°E 618.5 msnm                  |           |                               | Modifica les dades a Wikidata |
|        | Pic d'en Serradell            | Glorianes Bula d'Amunt                      | muntanya     |         | 42° 35′ 37″ N, 2° 34′ 44″ E / 42.593667°N,2.578778°E 1026.9 msnm                 |           |                               | Modifica les dades a Wikidata |
|        | Pic de l'Oratori              | Bula d'Amunt                                | muntanya     |         | 42° 37′ 33″ N, 2° 34′ 34″ E / 42.625722°N,2.576°E 637 msnm                       |           |                               | Modifica les dades a Wikidata |
|        | Pic de la Calcina d'Oms       | Oms Calmella                                | muntanya     |         | 42° 33′ 08″ N, 2° 41′ 53″ E / 42.552139°N,2.698111°E 599.2 msnm                  |           |                               | Modifica les dades a Wikidata |
|        | Puig Nalt                     | Sant Marçal                                 | muntanya     |         | 42° 32′ 38″ N, 2° 38′ 27″ E / 42.543975°N,2.640877°E 478.2 msnm                  |           |                               | Modifica les dades a Wikidata |
|        | Puig Sobirana                 | Glorianes Bula d'Amunt                      | muntanya     |         | 42° 34′ 18″ N, 2° 33′ 54″ E / 42.571777777778°N,2.5649722222222°E 1302.2 msnm    |           |                               | Modifica les dades a Wikidata |
|        | Puig d'en Correu              | la Bastida                                  | muntanya     |         | 42° 31′ 36″ N, 2° 33′ 56″ E / 42.526694°N,2.565694°E                             |           |                               | Modifica les dades a Wikidata |
|        | Puig d'en Puget               | Calmella                                    | muntanya     |         | 42° 32′ 18″ N, 2° 40′ 51″ E / 42.538333°N,2.680917°E                             |           |                               | Modifica les dades a Wikidata |
|        | Puig d'en Valls               | Prunet i Bellpuig                           | muntanya     |         | 42° 34′ 05″ N, 2° 39′ 10″ E / 42.568194°N,2.652806°E                             |           |                               | Modifica les dades a Wikidata |
|        | Puig de Baix                  | Queixàs                                     | muntanya     |         | 42° 36′ 34″ N, 2° 40′ 18″ E / 42.609361°N,2.671722°E 481.1 msnm                  |           |                               | Modifica les dades a Wikidata |
|        | Puig de Boc                   | Queixàs                                     | muntanya     |         | 42° 36′ 07″ N, 2° 38′ 58″ E / 42.601806°N,2.649417°E 692.8 msnm                  |           |                               | Modifica les dades a Wikidata |
|        | Puig de Tellet                | Oms Tellet                                  | muntanya     |         | 42° 32′ 03″ N, 2° 40′ 52″ E / 42.534194444444°N,2.6810555555556°E                |           |                               | Modifica les dades a Wikidata |
|        | Puig de l'Estela              | Cortsaví la Bastida Vallmanya               | muntanya     |         | 42° 30′ 53″ N, 2° 33′ 13″ E / 42.5146828414°N,2.55355631584°E 1778 msnm          |           | Puig de l'Estella             | Modifica les dades a Wikidata |
|        | Puig de la Carretal           | Tellet                                      | muntanya     |         | 42° 30′ 37″ N, 2° 41′ 00″ E / 42.510222°N,2.68325°E                              |           |                               | Modifica les dades a Wikidata |
|        | Puig de la Vinyassa           | Calmella                                    | muntanya     |         | 42° 32′ 41″ N, 2° 39′ 20″ E / 42.544805555556°N,2.6555°E                         |           |                               | Modifica les dades a Wikidata |
|        | Puig de les Sises             | Bula d'Amunt                                | muntanya     |         | 42° 34′ 48″ N, 2° 35′ 52″ E / 42.57988889°N,2.59783333°E 784.9 msnm              |           |                               | Modifica les dades a Wikidata |
|        | Puig del Bolet                | la Bastida Cortsaví                         | muntanya     |         | 42° 30′ 48″ N, 2° 34′ 07″ E / 42.51325°N,2.568694°E                              |           |                               | Modifica les dades a Wikidata |
|        | Puig del Còrrec               | Sant Marçal                                 | muntanya     |         | 42° 31′ 16″ N, 2° 35′ 48″ E / 42.521027777778°N,2.5965833333333°E 1071.6 msnm    |           |                               | Modifica les dades a Wikidata |
|        | Puig del Querol               | la Bastida                                  | muntanya     |         | 42° 30′ 55″ N, 2° 34′ 17″ E / 42.515389°N,2.57125°E 1489.2 msnm                  |           |                               | Modifica les dades a Wikidata |
|        | Puig del Trucador             | la Bastida Vallmanya                        | muntanya     |         | 42° 31′ 09″ N, 2° 33′ 17″ E / 42.519222°N,2.554639°E                             |           |                               | Modifica les dades a Wikidata |
|        | Puigmany                      | Calmella Tellet                             | muntanya     |         | 42° 31′ 50″ N, 2° 39′ 59″ E / 42.530472222222°N,2.6662777777778°E                |           |                               | Modifica les dades a Wikidata |
|        | Roc Blanc de Galderans        | Ceret Vivers                                | muntanya     |         | 42° 30′ 53″ N, 2° 46′ 04″ E / 42.514625°N,2.767872°E 153.8 msnm                  |           |                               | Modifica les dades a Wikidata |
|        | Roc de Mallorca               | Castellnou dels Aspres                      | muntanya     |         | 42° 36′ 58″ N, 2° 42′ 20″ E / 42.616003°N,2.705595°E 443 msnm                    |           | Roc de Mallorca               | Modifica les dades a Wikidata |
|        | Roca Grillera                 | Glorianes Bula d'Amunt                      | muntanya     |         | 42° 36′ 34″ N, 2° 34′ 32″ E / 42.609553°N,2.575644°E 947.5 msnm                  |           |                               | Modifica les dades a Wikidata |
|        | Roca Roja                     | Bula d'Amunt Glorianes                      | muntanya     |         | 42° 36′ 13″ N, 2° 34′ 37″ E / 42.603639°N,2.577083°E 1012.9 msnm                 |           |                               | Modifica les dades a Wikidata |
|        | Roca d'Aurenc                 | Glorianes Bula d'Amunt                      | muntanya     |         | 42° 34′ 48″ N, 2° 34′ 14″ E / 42.579869°N,2.570667°E 1195.4 msnm                 |           |                               | Modifica les dades a Wikidata |
|        | Sant Martí de la Roca         | Cameles                                     | muntanya     |         | 42° 37′ 29″ N, 2° 40′ 41″ E / 42.624735°N,2.678001°E 522 msnm                    |           | Sant Martí de la Roca (cim)   | Modifica les dades a Wikidata |
|        | Santa Anna dels Quatre Termes | la Bastida Bula d'Amunt Glorianes           | muntanya     |         | 42° 33′ 55″ N, 2° 33′ 41″ E / 42.565323°N,2.561282°E 1348 msnm                   |           | Santa Anna dels Quatre Termes | Modifica les dades a Wikidata |
|        | el Montou                     | Cameles la Cabana de Corbera                | muntanya cim |         | 42° 39′ 13″ N, 2° 40′ 50″ E / 42.65355555555555°N,2.680416666666667°E 289.2 msnm |           |                               | Modifica les dades a Wikidata |
|        | puig Roig                     | Prunet i Bellpuig                           | muntanya     |         | 42° 32′ 45″ N, 2° 36′ 40″ E / 42.545805555556°N,2.6111666666667°E                |           |                               | Modifica les dades a Wikidata |

## poble
| imatge | Nom               | Ubicat a                             | instància de    | Detalls | coordenades                                                                           | Protecció | Commons (més fotos) | Dades a WD                    |
| ------ | ----------------- | ------------------------------------ | --------------- | ------- | ------------------------------------------------------------------------------------- | --------- | ------------------- | ----------------------------- |
|        | Arçós             | Bula d'Amunt                         | poble           |         | 42° 34′ 33″ N, 2° 35′ 51″ E / 42.575844°N,2.59737°E 642.8 msnm                        |           |                     | Modifica les dades a Wikidata |
|        | Montoriol d'Amunt | districte de Ceret Montoriol         | poble           |         | 42° 33′ 42″ N, 2° 42′ 11″ E / 42.561686111111°N,2.7031472222222°E Rosselló 353.9 msnm |           |                     | Modifica les dades a Wikidata |
|        | Prunet            | Prunet i Bellpuig Pirineus Orientals | poble localitat |         | 42° 34′ 11″ N, 2° 38′ 50″ E / 42.56972222°N,2.64722222°E 628.6 msnm                   |           |                     | Modifica les dades a Wikidata |
|        | Roirós            | Oms                                  | poble localitat |         | 42° 30′ 40″ N, 2° 42′ 58″ E / 42.51111111°N,2.71611111°E                              |           |                     | Modifica les dades a Wikidata |

## port de muntanya
| imatge | Nom                           | Ubicat a                                    | instància de     | Detalls | coordenades                                                                  | Protecció | Commons (més fotos) | Dades a WD                    |
| ------ | ----------------------------- | ------------------------------------------- | ---------------- | ------- | ---------------------------------------------------------------------------- | --------- | ------------------- | ----------------------------- |
|        | Coll Bufador                  | Cortsaví Teulís                             | port de muntanya |         | 42° 30′ 07″ N, 2° 35′ 20″ E / 42.501917°N,2.588917°E                         |           |                     | Modifica les dades a Wikidata |
|        | Coll d'Oms                    | Calmella Tellet                             | port de muntanya |         | 42° 31′ 50″ N, 2° 39′ 53″ E / 42.530417°N,2.664861°E                         |           |                     | Modifica les dades a Wikidata |
|        | Coll d'en Fortó               | Prunet i Bellpuig                           | port de muntanya |         | 42° 33′ 54″ N, 2° 38′ 46″ E / 42.565°N,2.64611°E Prunet 646 msnm             |           |                     | Modifica les dades a Wikidata |
|        | Coll d'en Tillet              | Vallmanya la Bastida                        | port de muntanya |         | 42° 31′ 41″ N, 2° 33′ 12″ E / 42.5281°N,2.5534°E 1311 msnm                   |           |                     | Modifica les dades a Wikidata |
|        | Coll d'en Xatard              | Prunet i Bellpuig                           | port de muntanya |         | 42° 33′ 11″ N, 2° 36′ 55″ E / 42.553139°N,2.615306°E 751.2 msnm              |           |                     | Modifica les dades a Wikidata |
|        | Coll de Bellpuig              | Calmella Prunet i Bellpuig                  | port de muntanya |         | 42° 34′ 08″ N, 2° 40′ 32″ E / 42.569°N,2.675583°E 516 msnm                   |           |                     | Modifica les dades a Wikidata |
|        | Coll de Canoetes              | Bula d'Amunt Rodès                          | port de muntanya |         | 42° 37′ 29″ N, 2° 34′ 29″ E / 42.624861°N,2.574694°E                         |           |                     | Modifica les dades a Wikidata |
|        | Coll de Formentera            | Montboló Teulís                             | port de muntanya |         | 42° 30′ 11″ N, 2° 36′ 21″ E / 42.503°N,2.605722°E 1133 msnm                  |           |                     | Modifica les dades a Wikidata |
|        | Coll de Llauró                | Llauró                                      | port de muntanya |         | 42° 32′ 25″ N, 2° 44′ 03″ E / 42.540177°N,2.734126°E 379.55 msnm             |           | Col de Llauro       | Modifica les dades a Wikidata |
|        | Coll de Mill                  | Llauró Torderes                             | port de muntanya |         | 42° 33′ 28″ N, 2° 44′ 09″ E / 42.55765°N,2.735883°E 352.6 msnm               |           |                     | Modifica les dades a Wikidata |
|        | Coll de Montportell           | la Bastida Glorianes Vallestàvia            | port de muntanya |         | 42° 33′ 35″ N, 2° 33′ 31″ E / 42.5598°N,2.5585°E                             |           |                     | Modifica les dades a Wikidata |
|        | Coll de Palomera              | la Bastida                                  | port de muntanya |         | 42° 32′ 07″ N, 2° 33′ 57″ E / 42.5353°N,2.5657°E 1034 msnm                   |           |                     | Modifica les dades a Wikidata |
|        | Coll de Porta                 | la Bastida Cortsaví Sant Marçal             | port de muntanya |         | 42° 30′ 32″ N, 2° 34′ 34″ E / 42.508778°N,2.576028°E                         |           |                     | Modifica les dades a Wikidata |
|        | Coll de Prunet de Baix        | Prunet i Bellpuig                           | port de muntanya |         | 42° 34′ 09″ N, 2° 39′ 47″ E / 42.569194°N,2.663083°E                         |           |                     | Modifica les dades a Wikidata |
|        | Coll de Saleig                | Bula d'Amunt                                | port de muntanya |         | 42° 34′ 59″ N, 2° 35′ 07″ E / 42.583167°N,2.585333°E                         |           |                     | Modifica les dades a Wikidata |
|        | Coll de Santa Margarida       | Casafabre                                   | port de muntanya |         | 42° 37′ 00″ N, 2° 37′ 11″ E / 42.616667°N,2.61975°E 606 msnm                 |           |                     | Modifica les dades a Wikidata |
|        | Coll de Sulls                 | Prunet i Bellpuig Queixàs                   | port de muntanya |         | 42° 34′ 54″ N, 2° 39′ 43″ E / 42.58177777777778°N,2.662°E                    |           |                     | Modifica les dades a Wikidata |
|        | Coll de Tellet                | Calmella Tellet                             | port de muntanya |         | 42° 31′ 56″ N, 2° 40′ 17″ E / 42.532278°N,2.671361°E 613.7 msnm              |           |                     | Modifica les dades a Wikidata |
|        | Coll de Vellut                | Queixàs Casafabre                           | port de muntanya |         | 42° 36′ 04″ N, 2° 37′ 19″ E / 42.601°N,2.622028°E                            |           |                     | Modifica les dades a Wikidata |
|        | Coll de l'Aspic               | Bula d'Amunt                                | port de muntanya |         | 42° 37′ 29″ N, 2° 34′ 29″ E / 42.624861°N,2.574694°E 620.2 msnm              |           |                     | Modifica les dades a Wikidata |
|        | Coll de l'Erola               | Reiners Tellet                              | port de muntanya |         | 42° 30′ 11″ N, 2° 41′ 06″ E / 42.503136°N,2.684981°E 586.9 msnm              |           |                     | Modifica les dades a Wikidata |
|        | Coll de l'Orri                | Prunet i Bellpuig                           | port de muntanya |         | 42° 35′ 38″ N, 2° 39′ 14″ E / 42.593889°N,2.653944°E                         |           |                     | Modifica les dades a Wikidata |
|        | Coll de la Bena               | Sant Marçal                                 | port de muntanya |         | 42° 31′ 00″ N, 2° 39′ 01″ E / 42.516583°N,2.650333°E                         |           |                     | Modifica les dades a Wikidata |
|        | Coll de la Bena               | Tellet Reiners                              | port de muntanya |         | 42° 30′ 11″ N, 2° 41′ 06″ E / 42.503136°N,2.684981°E                         |           |                     | Modifica les dades a Wikidata |
|        | Coll de la Caixa de l'Obra    | Calmella Tellet                             | port de muntanya |         | 42° 31′ 50″ N, 2° 39′ 54″ E / 42.530472222222°N,2.6648888888889°E 662 msnm   |           |                     | Modifica les dades a Wikidata |
|        | Coll de la Creu de la Felipa  | Queixàs                                     | port de muntanya |         | 42° 37′ 44″ N, 2° 38′ 17″ E / 42.628972°N,2.637917°E                         |           |                     | Modifica les dades a Wikidata |
|        | Coll de la Font Roja          | Queixàs                                     | port de muntanya |         | 42° 37′ 44″ N, 2° 36′ 32″ E / 42.628972°N,2.60875°E                          |           |                     | Modifica les dades a Wikidata |
|        | Coll de la Llosa              | Bulaternera Casafabre Sant Miquel de Llotes | port de muntanya |         | 42° 37′ 49″ N, 2° 36′ 21″ E / 42.630361°N,2.605917°E                         |           |                     | Modifica les dades a Wikidata |
|        | Coll de la Llosa              | Queixàs Sant Miquel de Llotes               | port de muntanya |         | 42° 37′ 49″ N, 2° 36′ 21″ E / 42.630361°N,2.605917°E                         |           |                     | Modifica les dades a Wikidata |
|        | Coll de les Arques            | Bula d'Amunt Glorianes                      | port de muntanya |         | 42° 37′ 29″ N, 2° 34′ 29″ E / 42.624861°N,2.574694°E                         |           |                     | Modifica les dades a Wikidata |
|        | Coll de les Arques            | Calmella Tellet                             | port de muntanya |         | 42° 31′ 50″ N, 2° 39′ 53″ E / 42.530417°N,2.664861°E                         |           |                     | Modifica les dades a Wikidata |
|        | Coll de les Vaques            | Torderes                                    | port de muntanya |         | 42° 33′ 23″ N, 2° 44′ 41″ E / 42.556397°N,2.744639°E 268.9 msnm              |           |                     | Modifica les dades a Wikidata |
|        | Coll del Brosser              | Queixàs Casafabre                           | port de muntanya |         | 42° 36′ 23″ N, 2° 37′ 40″ E / 42.6063°N,2.6278°E                             |           |                     | Modifica les dades a Wikidata |
|        | Coll del Fang                 | Prunet i Bellpuig                           | port de muntanya |         | 42° 33′ 56″ N, 2° 38′ 08″ E / 42.565417°N,2.635417°E Prunet                  |           |                     | Modifica les dades a Wikidata |
|        | Coll del Peiró                | Bula d'Amunt Glorianes Rodès                | port de muntanya |         | 42° 37′ 05″ N, 2° 34′ 29″ E / 42.618°N,2.574833°E                            |           |                     | Modifica les dades a Wikidata |
|        | Coll del Peiró                | Tellet                                      | port de muntanya |         | 42° 31′ 33″ N, 2° 40′ 14″ E / 42.525833°N,2.670444°E                         |           |                     | Modifica les dades a Wikidata |
|        | Coll del Poll                 | Prunet i Bellpuig                           | port de muntanya |         | 42° 32′ 47″ N, 2° 38′ 26″ E / 42.5463°N,2.6405°E                             |           |                     | Modifica les dades a Wikidata |
|        | Coll del Puig                 | Llauró                                      | port de muntanya |         | 42° 33′ 18″ N, 2° 44′ 11″ E / 42.554972222222°N,2.7364694444444°E 366.2 msnm |           |                     | Modifica les dades a Wikidata |
|        | Coll del Ram                  | Prunet i Bellpuig                           | port de muntanya |         | 42° 33′ 53″ N, 2° 37′ 32″ E / 42.5646°N,2.6256°E                             |           |                     | Modifica les dades a Wikidata |
|        | Coll del Roure                | Llauró                                      | port de muntanya |         | 42° 32′ 05″ N, 2° 44′ 47″ E / 42.534672°N,2.746261°E 317.5 msnm              |           |                     | Modifica les dades a Wikidata |
|        | Coll dels Francesos           | Llauró                                      | port de muntanya |         | 42° 32′ 52″ N, 2° 45′ 29″ E / 42.547758°N,2.757964°E 285.9 msnm              |           |                     | Modifica les dades a Wikidata |
|        | Coll dels Sastres             | Torderes                                    | port de muntanya |         | 42° 34′ 43″ N, 2° 44′ 34″ E / 42.578486°N,2.742664°E 212.9 msnm              |           |                     | Modifica les dades a Wikidata |
|        | Collada d'en Sebastià         | Queixàs                                     | port de muntanya |         | 42° 37′ 19″ N, 2° 39′ 16″ E / 42.621861°N,2.654556°E                         |           |                     | Modifica les dades a Wikidata |
|        | Collada de Cal Gat            | Sant Marçal                                 | port de muntanya |         | 42° 30′ 50″ N, 2° 39′ 22″ E / 42.513944°N,2.656167°E 390.4 msnm              |           |                     | Modifica les dades a Wikidata |
|        | Collada de l'Home             | Prunet i Bellpuig Queixàs                   | port de muntanya |         | 42° 35′ 12″ N, 2° 39′ 29″ E / 42.586722°N,2.658194°E                         |           |                     | Modifica les dades a Wikidata |
|        | Collada de la Torre de Batera | Sant Marçal Cortsaví                        | port de muntanya |         | 42° 30′ 32″ N, 2° 34′ 34″ E / 42.508777777778°N,2.5760277777778°E            |           |                     | Modifica les dades a Wikidata |
|        | Collada de les Candeles       | Queixàs                                     | port de muntanya |         | 42° 37′ 19″ N, 2° 39′ 17″ E / 42.6219°N,2.6546°E                             |           |                     | Modifica les dades a Wikidata |
|        | Collada de les Planes         | Castellnou dels Aspres                      | port de muntanya |         | 42° 36′ 44″ N, 2° 40′ 29″ E / 42.612206°N,2.674742°E 408.5 msnm              |           |                     | Modifica les dades a Wikidata |
|        | Collada del Bolet             | la Bastida Cortsaví                         | port de muntanya |         | 42° 30′ 44″ N, 2° 33′ 45″ E / 42.51232°N,2.56243°E 1605.5 msnm               |           |                     | Modifica les dades a Wikidata |
|        | Collada del Pou               | Sant Marçal                                 | port de muntanya |         | 42° 31′ 34″ N, 2° 35′ 53″ E / 42.526083°N,2.597944°E                         |           |                     | Modifica les dades a Wikidata |
|        | Collada del Pou d'Avall       | Sant Marçal                                 | port de muntanya |         | 42° 31′ 28″ N, 2° 38′ 36″ E / 42.524583°N,2.643306°E                         |           |                     | Modifica les dades a Wikidata |
|        | Collet de la Roure            | Tellet                                      | port de muntanya |         | 42° 30′ 51″ N, 2° 41′ 38″ E / 42.514028°N,2.693972°E                         |           |                     | Modifica les dades a Wikidata |

## riu
| imatge | Nom                | Ubicat a                | instància de     | Detalls                                   | coordenades | Protecció | Commons (més fotos) | Dades a WD                    |
| ------ | ------------------ | ----------------------- | ---------------- | ----------------------------------------- | --- | --------- | ------------------- | ----------------------------- |
|        | Bulès              | Rosselló                | riu              | Desemboca: Tet Llarg: 34.67km             | 42° 30′ 35″ N, 2° 34′ 35″ E / 42.50975°N,2.57631°E 42° 41′ 36″ N, 2° 42′ 44″ E / 42.6934°N,2.71234°E 1308.7 88 msnm |           | Boulès              | Modifica les dades a Wikidata |
|        | Cantarana          | Pirineus Orientals      | riu              | Desemboca: Rard Llarg: 28km Conca: 59km²  | 42° 38′ 19″ N, 2° 52′ 42″ E / 42.63861084°N,2.87833333°E 59 msnm                                                    |           | Canterrane          | Modifica les dades a Wikidata |
|        | Ribera de Llauró   | Forques Llauró          | riu              | Desemboca: Rard Llarg: 9.7km              | 42° 35′ 08″ N, 2° 47′ 16″ E / 42.585682°N,2.787888°E                                                                |           |                     | Modifica les dades a Wikidata |
|        | Ribera de Torderes | Llauró Torderes Forques | riu              | Desemboca: Ribera de Llauró Llarg: 5.1km  | 42° 34′ 43″ N, 2° 45′ 56″ E / 42.578733°N,2.765631°E                                                                |           |                     | Modifica les dades a Wikidata |
|        | riu Ample          | Prunet i Bellpuig       | riu curs d'aigua | Desemboca: Tec Llarg: 15.7km Conca: 48km² | 42° 33′ 11″ N, 2° 38′ 05″ E / 42.553089°N,2.634761°E 42° 29′ 36″ N, 2° 42′ 16″ E / 42.493363°N,2.704541°E           |           | Ample               | Modifica les dades a Wikidata |

## torre
| imatge | Nom                       | Ubicat a               | instància de | Detalls | coordenades                                                       | Protecció | Commons (més fotos) | Dades a WD                    |
| ------ | ------------------------- | ---------------------- | ------------ | ------- | ----------------------------------------------------------------- | --------- | ------------------- | ----------------------------- |
|        | Torre de Castellnou       | Castellnou dels Aspres | torre        |         | 42° 37′ 22″ N, 2° 42′ 17″ E / 42.622805555556°N,2.7048333333333°E |           |                     | Modifica les dades a Wikidata |
|        | Torre del Roc de Mallorca | Castellnou dels Aspres | torre        |         | 42° 36′ 57″ N, 2° 42′ 20″ E / 42.615972222222°N,2.7054722222222°E |           |                     | Modifica les dades a Wikidata |

## torrent
| imatge | Nom                         | Ubicat a                   | instància de | Detalls              | coordenades                                          | Protecció | Commons (més fotos) | Dades a WD                    |
| ------ | --------------------------- | -------------------------- | ------------ | -------------------- | ---------------------------------------------------- | --------- | ------------------- | ----------------------------- |
|        | còrrec de la Pedra Foradada | Rosselló Montoriol Terrats | torrent      | Desemboca: Cantarana | 42° 35′ 51″ N, 2° 43′ 47″ E / 42.597518°N,2.729589°E |           |                     | Modifica les dades a Wikidata |
|        | còrrec del Mas Cornet       | Rosselló Montoriol Terrats | torrent      | Desemboca: Cantarana | 42° 35′ 51″ N, 2° 43′ 47″ E / 42.597518°N,2.729589°E |           |                     | Modifica les dades a Wikidata |

## veïnat
| imatge | Nom                   | Ubicat a     | instància de | Detalls | coordenades                                                     | Protecció | Commons (més fotos) | Dades a WD                    |
| ------ | --------------------- | ------------ | ------------ | ------- | --------------------------------------------------------------- | --------- | ------------------- | ----------------------------- |
|        | El Veïnat de Baix     | Bula d'Amunt | veïnat       |         | 42° 36′ 36″ N, 2° 35′ 11″ E / 42.60987°N,2.586378°E 615.7 msnm  |           |                     | Modifica les dades a Wikidata |
|        | Veïnat d'en Gasparó   | la Bastida   | veïnat       |         | 42° 32′ 33″ N, 2° 35′ 08″ E / 42.5426°N,2.5855°E 811 msnm       |           |                     | Modifica les dades a Wikidata |
|        | Veïnat d'en Joan Pere | Queixàs      | veïnat       |         | 42° 34′ 47″ N, 2° 41′ 09″ E / 42.579589°N,2.685764°E            |           |                     | Modifica les dades a Wikidata |
|        | Veïnat d'en Llença    | Queixàs      | veïnat       |         | 42° 35′ 17″ N, 2° 40′ 22″ E / 42.588166°N,2.672841°E            |           |                     | Modifica les dades a Wikidata |
|        | Veïnat d'en Trilles   | la Bastida   | veïnat       |         | 42° 32′ 27″ N, 2° 35′ 00″ E / 42.540929°N,2.583376°E 822.5 msnm |           |                     | Modifica les dades a Wikidata |
|        | Veïnat de l'Escola    | Queixàs      | veïnat       |         | 42° 34′ 58″ N, 2° 40′ 59″ E / 42.582778°N,2.682972°E            |           |                     | Modifica les dades a Wikidata |

## vila closa
| imatge | Nom                             | Ubicat a               | instància de | Detalls                      | coordenades                                                                  | Protecció | Commons (més fotos) | Dades a WD                    |
| ------ | ------------------------------- | ---------------------- | ------------ | ---------------------------- | ---------------------------------------------------------------------------- | --------- | ------------------- | ----------------------------- |
|        | Vila fortificada de Castellnou  | Castellnou dels Aspres | vila closa   |                              | 42° 37′ 10″ N, 2° 42′ 12″ E / 42.619538°N,2.703209°E                         |           |                     | Modifica les dades a Wikidata |
|        | Vila fortificada de Sant Marçal | Sant Marçal            | vila closa   | Estil: arquitectura romànica | 42° 32′ 14″ N, 2° 37′ 14″ E / 42.537222222222°N,2.6205555555556°E 731.2 msnm |           |                     | Modifica les dades a Wikidata |

## Misc
| imatge | Nom                                                                                             | Ubicat a                        | instància de                        | Detalls                                   | coordenades                                                                       | Protecció                     | Commons (més fotos)                                                                                   | Dades a WD                    |
| ------ | ----------------------------------------------------------------------------------------------- | ------------------------------- | ----------------------------------- | ----------------------------------------- | --------------------------------------------------------------------------------- | ----------------------------- | --- | ----------------------------- |
|        | Aspres                                                                                          | Pirineus Orientals              | subcomarca regió natural serralada  |                                           | 42° 35′ 00″ N, 2° 39′ 00″ E / 42.583333333333°N,2.65°E 488 msnm                   |                               | | Modifica les dades a Wikidata |
|        | Bosc Estatal del Reart                                                                          | Torderes                        | bosc estatal                        |                                           |                                                                                   |                               | | Modifica les dades a Wikidata |
|        | Coll de la Roca                                                                                 | Cameles                         | collada                             |                                           | 42° 37′ 36″ N, 2° 40′ 32″ E / 42.626592°N,2.675478°E 440.2 msnm                   |                               | | Modifica les dades a Wikidata |
|        | Croanques                                                                                       | Teulís                          | vilatge                             |                                           | 42° 31′ 00″ N, 2° 37′ 46″ E / 42.516667°N,2.629444°E 544.1 msnm                   |                               | | Modifica les dades a Wikidata |
|        | Pont d'en Xandre                                                                                | Bula d'Amunt Prunet i Bellpuig  | pont                                | Travessa: Bulès                           | 42° 35′ 12″ N, 2° 37′ 07″ E / 42.586666666666666°N,2.618611111111111°E 380.6 msnm |                               | | Modifica les dades a Wikidata |
|        | Rouxbio                                                                                         | Vivers                          | pig farm                            |                                           | 42° 32′ 02″ N, 2° 46′ 18″ E / 42.533907°N,2.771607°E                              |                               | Rouxbio                                                                                               | Modifica les dades a Wikidata |
|        | Santa Anna dels Quatre Termes                                                                   | la Bastida                      | eremitori església                  |                                           | 42° 34′ 00″ N, 2° 33′ 39″ E / 42.56666667°N,2.56072778°E 1346.1 msnm              |                               | Chapelle Santa Anna dels Quatre Termes                                                                | Modifica les dades a Wikidata |
|        | Santa Helena de Queixàs                                                                         | Queixàs                         | oratori                             |                                           | 42° 34′ 38″ N, 2° 39′ 49″ E / 42.577277777778°N,2.6635833333333°E 775.2 msnm      |                               | Oratoire Sainte-Hélène de Caixas                                                                      | Modifica les dades a Wikidata |
|        | Santa Maria de Serrabona                                                                        | Bula d'Amunt                    | priorat església Ús: recinte        | Estil: arquitectura romànica 11st century | 42° 36′ 06″ N, 2° 35′ 43″ E / 42.60156°N,2.5952191°E 600 msnm                     | monument històric catalogat   | Prieuré de Serrabone                                                                                  | Modifica les dades a Wikidata |
|        | davallament de Serrabona                                                                        | Bula d'Amunt                    | mural                               |                                           | Santa Maria de Serrabona                                                          | monument històric catalogat   | | Modifica les dades a Wikidata |
|        | llocs miners de la Pinosa, Roca Gelera i els Menerots i instal·lacions de transport del mineral | la Bastida Montboló Sant Marçal | mina línia de ferrocarril           |                                           | 42° 32′ 07″ N, 2° 31′ 50″ E / 42.5353°N,2.530503°E                                | monument històric inventariat | Sites miniers de la Pinouse, de Roque Jalère et des Manerots et installations de transport de minerai | Modifica les dades a Wikidata |
|        | memorial de guerra d'Oms                                                                        | Oms                             | memorial de guerra obra escultòrica | Creador: Gustau Violet 1934               | 42° 32′ 36″ N, 2° 41′ 50″ E / 42.54335833333333°N,2.697163888888889°E Oms         |                               | | Modifica les dades a Wikidata |
|        | porta de Castellnou                                                                             | Castellnou dels Aspres          | porta de ciutat                     |                                           | 42° 37′ 10″ N, 2° 42′ 12″ E / 42.619555555556°N,2.7032777777778°E                 |                               | | Modifica les dades a Wikidata |